# Felix-Fechenbach-Berufskolleg

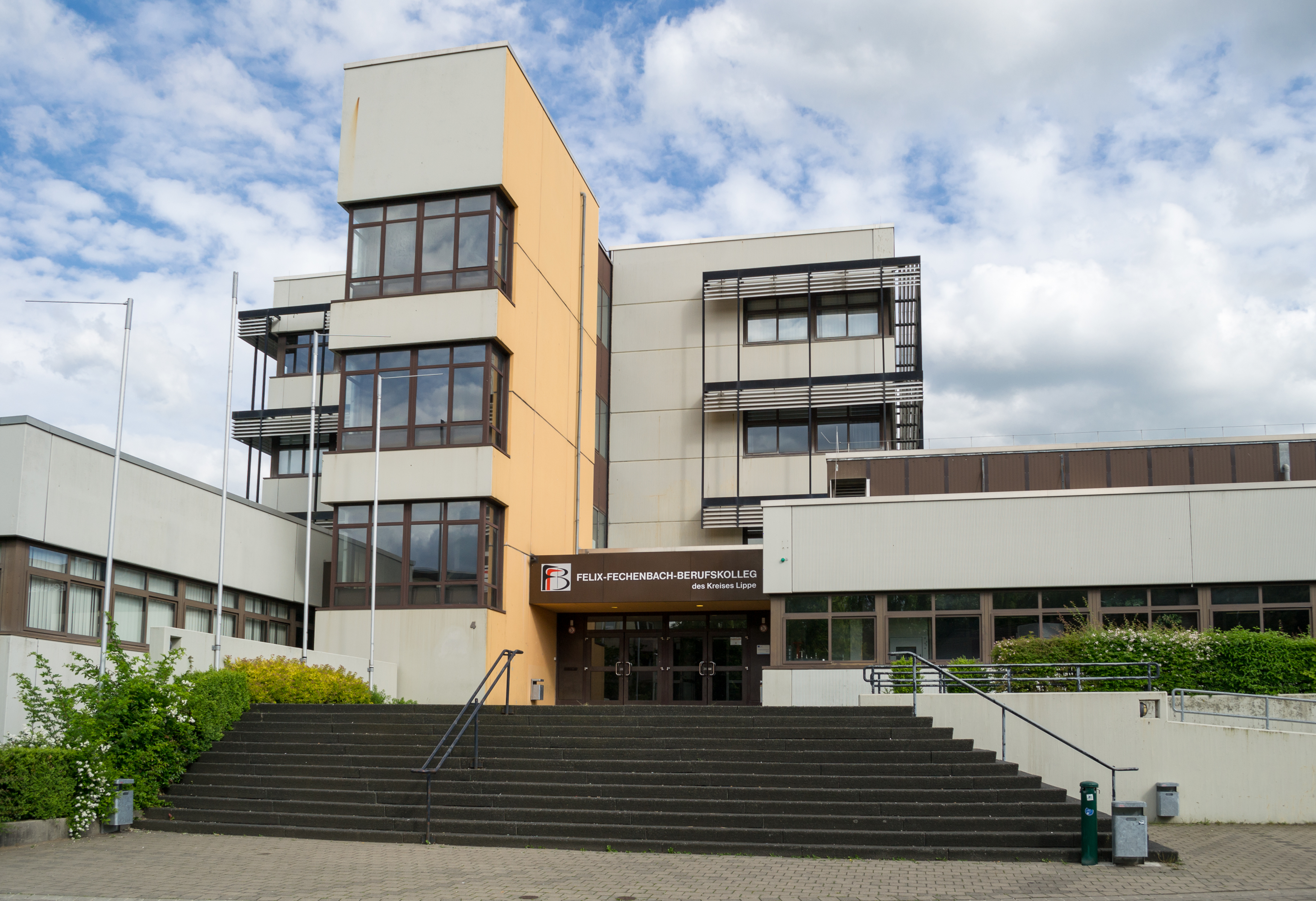
Felix-Fechenbach-Berufskolleg in Detmold

Das Felix-Fechenbach-Berufskolleg (FFB) mit Sitz in Detmold ist eine öffentliche Schule in Nordrhein-Westfalen und vereinigt vier Schultypen unter einem Dach: eine Berufsschule, eine Berufsfachschule, eine Fachschule sowie ein Berufliches Gymnasium. In Abhängigkeit davon ist es am FFB möglich, verschiedene Abschlüsse zu erlangen, zum Beispiel die Fachhochschulreife oder das Abitur. Das FFB ist Ausbildungspartner im dualen System der Berufsausbildung. Des Weiteren werden Bildungsgänge geführt, die zu einer Berufsorientierung, einer Berufsgrundbildung bzw. zu einem schulischen Berufsabschluss führen.
Als gewerbliche berufsbildende Schule umfasst es folgende Abteilungen, in denen entsprechende Ausbildungen/Lehrgänge angeboten werden:
- Metalltechnik
- Elektrotechnik
- Holztechnik
- Hauswirtschaft / Ernährung
- Sozialwesen

## Fakten und Daten
Zurzeit (Anfang 2018) besuchen etwa 2400 Schüler das Berufskolleg und werden von derzeit ca. 110 Lehrkräften betreut.

## Namensgebung
Das Kolleg wurde nach dem Journalisten, Sozialdemokraten und Kämpfer gegen den Nationalsozialismus Felix Fechenbach benannt, der in den 1920er und 1930er Jahren in Detmold wirkte und 1933 ermordet wurde.

## Partnerschulen
Das FFB hat eine Partnerschule in Chile, das Liceo Politecnico in Lebu. Im Rahmen dieser Partnerschaft wurde im Rahmen eines gemeinsamen Projektes die Möglichkeit realisiert, dass Hortkinder über ein Netzwerk auf das Internet zugreifen zu können.
Im Jahr 1997, ein Jahr nach den Olympischen Spielen in Atlanta, wurde die Partnerschaft mit dem Atlanta Technical College formal besiegelt. Seither findet jedes Jahr eine Begegnungsfahrt zwischen den beiden Kollegs statt, ein Jahr trifft man sich in Atlanta, das andere Jahr in Detmold. Zur Würdigung der Verdienste eines der ersten privaten Förderer wurde das Programm umbenannt in „Halle Exchange Program“, nach Claus Halle, dem ehemaligen Präsidenten von Coca Cola International. Neben den reinen Austauschfahrten werden auch verschiedene gemeinsame Unterrichtsprojekte während der Schuljahre durchgeführt.
Weiterhin besteht im Rahmen der Städtepartnerschaft zwischen der Stadt Detmold und der finnischen Stadt Savonlinna ein regelmäßiger Schüleraustausch zwischen dem FFB und dem dortigen SAMI-Berufskolleg.
Seit dem Jahr 2003 besteht die offizielle Schulpartnerschaft mit dem Miyagi National College of Technology (MNCT) in Natori/Japan. Ein wesentlicher Bestandteil der intensiven Beziehungen ist der im jährlichen Wechsel stattfindende Schüleraustausch.